# Hjo Gummiverkstad
Hjo Gummiverkstad var en gummiverkstad i Nya staden i Hjo.
Daniel Gustafsson (född 1897) startade 1926 en gummiverkstad vid hörnet Fredsgatan/Viktoriagatan. I verkstaden utfördes regummeringar. År 1934 öppnade han också en detaljhandel vid Hamngatan med försäljning av radioapparater av märkena Luxor, Dux och Concerton, cyklar av märket Monark samt sportartiklar. 
Verkstadsbyggnaden är bevarad. Den övre våningen inreddes 1944 till bostäder.